# Souris
« Souriceau » redirige ici. Pour l’article homophone, voir Sourisseau.
Pour les articles homonymes, voir souris (homonymie).
Taxons concernés
Parmi les Rodentia :
- dans la famille des Dipodidae (souris sauteuses)
  - dans le genre Napaeozapus
  - dans le genre Zapus
- dans la famille des Heteromyidae
  - dans le genre Perognathus (souris à abajoues)
- dans la famille des Muridae
  - dans le genre Acomys (souris épineuses)
  - dans le genre Apodemus (mulots)
  - dans le genre Micromys
  - dans le genre Mus
  - dans le genre Nilopegamys
  - dans le genre Notomys (souris sauteuses)
  - dans le genre Onychomys
  - dans le genre Peromyscus
  - dans le genre Pseudomys (fausses souris)
  - dans le genre Reithrodontomys
  - dans le genre Sminthopsis
  - dans le genre Vandeleuria
  - etc.

et aussi les espèces :
- voir texteSouris commune
- Souris domestiquemodifier

« Souris » est un nom du vocabulaire courant qui peut désigner toutes sortes de mammifères rongeurs ayant généralement une petite taille, un museau pointu, des oreilles rondes, un pelage gris-brun et une queue relativement longue. Autrement dit, ce terme ne correspond pas à un niveau précis de la classification scientifique des espèces. Il s'agit d'un nom vernaculaire dont le sens est ambigu en biologie, car il est applicable seulement à une partie des espèces classées dans l'ordre des Rodentia. Toutefois, en disant « souris » les francophones font le plus souvent référence à la Souris grise (Mus musculus), une espèce commune des maisons, élevée également comme animal de compagnie ou de laboratoire. La souris chicote ; elle émet un cri ressemblant à un petit crissement. 
Par analogie, le terme « souris » est souvent repris pour désigner d'autres petits rongeurs, principalement des Muridés, famille qui comprend aussi les campagnols et mulots, et de nombreux rats. 
En revanche, mis à part de vagues similitudes d’apparence, les chauves-souris forment un groupe de mammifères bien différent : l'ordre des Chiroptères.

## Étymologie et histoire du terme
Souris vient du français médiéval : souriz (1175) puis souri (1200).
À partir du XVIe siècle sont distinguées les « souris terrestres » (1562), des sortes de musaraignes, les « blanches souris » (1576), la « souris de terre » (1753-67) ou « petit mulot », la « souris de montagne » (1768) ou « lemming », les « souris d'eau » (1812), ainsi que divers autres animaux parfois très éloignés de la souris commune.
Le mot souris est mentionné dès la première édition du Dictionnaire de l'Académie française (1694), qui n'évoque apparemment que la souris commune et en donne comme définition : « Petit animal à quatre pieds, qui se retire dans les trous des maisons, et qui ronge… »
Pourtant, dans la seconde moitié du XVIIIe siècle, L'Encyclopédie ou Dictionnaire raisonné des sciences, des arts et des métiers de Diderot et d’Alembert définit le « rat » comme étant l'espèce Mus domesticus, c'est-à-dire l'actuelle souris domestique.
Le Dictionnaire de la langue française d'Émile Littré, publié à partir de 1863, en donne une définition analogue. À partir de l'édition de 1832, la définition donnée par le Dictionnaire de L'Académie française évolue, indique en plus qu'il s'agit d'un représentant de la famille des rongeurs et précise qu'il s'agit d'un animal « plus petit » que le rat.
Le Trésor de la Langue Française (1971-1994) en donne une définition beaucoup plus étendue, mentionnant les Muridés et plus spécialement la souris domestique (Mus musculus) et sa variante albinos, la souris blanche. Ce dictionnaire indique aussi que le terme s'étend à des espèces voisines de la souris domestique, présentes sur les cinq continents, mais également à certains marsupiaux ou à quelques chauve-souris.
Une jeune souris est appelée un souriceau. Un piège à souris, est appelé une souricière.

## Classification
Les souris proprement dites appartiennent au genre Mus. Dans le langage courant, le terme désigne plus particulièrement la Souris domestique (Mus musculus). L'espèce de souris la plus récemment découverte l'a été en 2004 à Chypre. Son origine daterait d'environ 0,5–1 Ma, résultant d'une « colonisation ancienne de l'île ou d'un transport accidentel par les premiers arrivants épipaléolithiques. Dans ce dernier cas, la nouvelle espèce devrait aussi exister quelque part en Asie Mineure ».
Par extension ou confusion, on appelle aussi communément « souris » un certain nombre d'espèces de rongeurs de la sous-famille des Murinés (souris, rats et mulots de l'« ancien monde ») et, plus largement, de la famille des Muridés, laquelle comprend aussi les campagnols, les lemmings, les rats, les rats musqués, les hamsters, les gerbilles, etc., voire du sous-ordre des Myomorphes — souris sauteuses, souris à poche, et quelques autres espèces comme la souris du désert (Selevinia betpakdalaensis),.

## Physiologie, comportement et écologie
Les caractéristiques générales des souris sont celles des petits mammifères rongeurs, avec des nuances pour chaque espèce : voir les articles détaillés pour plus d'informations sur leur comportement ou leur physiologie respective.

### Caractéristiques communes

#### Écologie
Les souris jouent un rôle important dans les écosystèmes :
- en tant qu'animal fouillant le sol et l'aérant ;
- en tant que disperseur de graines ;
- en tant que proie pour de très nombreux prédateurs carnivores sur une grande partie de la planète. Ces prédateurs sont des reptiles (serpents, lézards), des oiseaux (rapaces diurnes et nocturnes), et nombreux mammifères (renards, mustélidés… jusqu'au loup qui ne les dédaigne pas quand il manque de proies plus grosses) ;
- en tant que réservoir de certains pathogènes.

#### Aspects sanitaires
La plupart des rongeurs sont susceptibles d'être réservoir et/ou vecteurs de nombreux pathogènes et parasites (externes ou internes), dont certains peuvent être transmis à l'Homme (ex. : maladie de Lyme, transmise par des tiques, mais dont le réservoir principal semble être, en Amérique du Nord, la souris à pattes blanches).
Certaines espèces de souris sont commensales de l'homme ou pénètrent occasionnellement dans les habitations, entrepôts, poulaillers, etc. Elles peuvent transmettre diverses maladies par leur urine et leurs excréments, par morsure, par des fomites ou encore via les tiques, puces ou poux qu'elles véhiculent.
Dans la nature, ce sont les prédateurs carnivores qui sont leurs régulateurs, ou occasionnellement des épidémies, des incendies de forêts, des inondations, etc.
Dans l'environnement humain (maisons, villes, entrepôts), elles font l'objet d'une lutte par les chats, pièges, poison souricide, entreprise de dératisation, mais les souris sont aussi utilisées comme animal de laboratoire (parfois génétiquement modifiées depuis quelques années en biothérapie).

## Noms vernaculaires et noms scientifiques correspondants

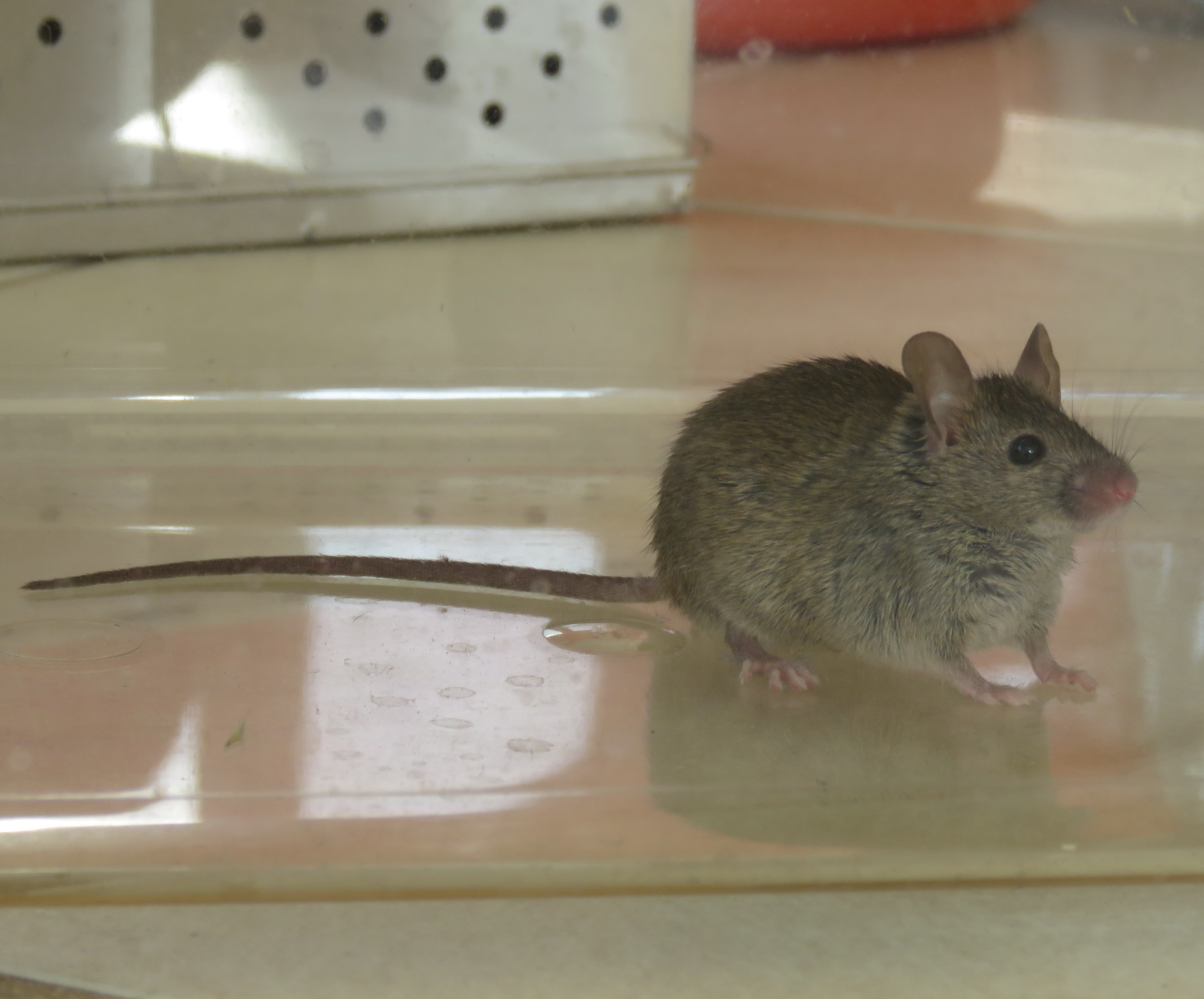
Souris domestique (Mus musculus)

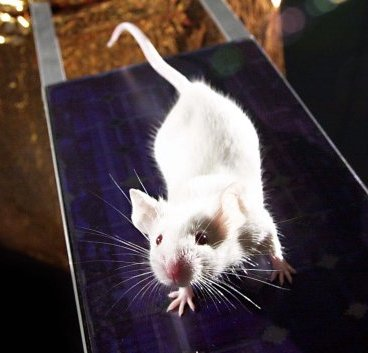
Souris blanche (Mus musculus)

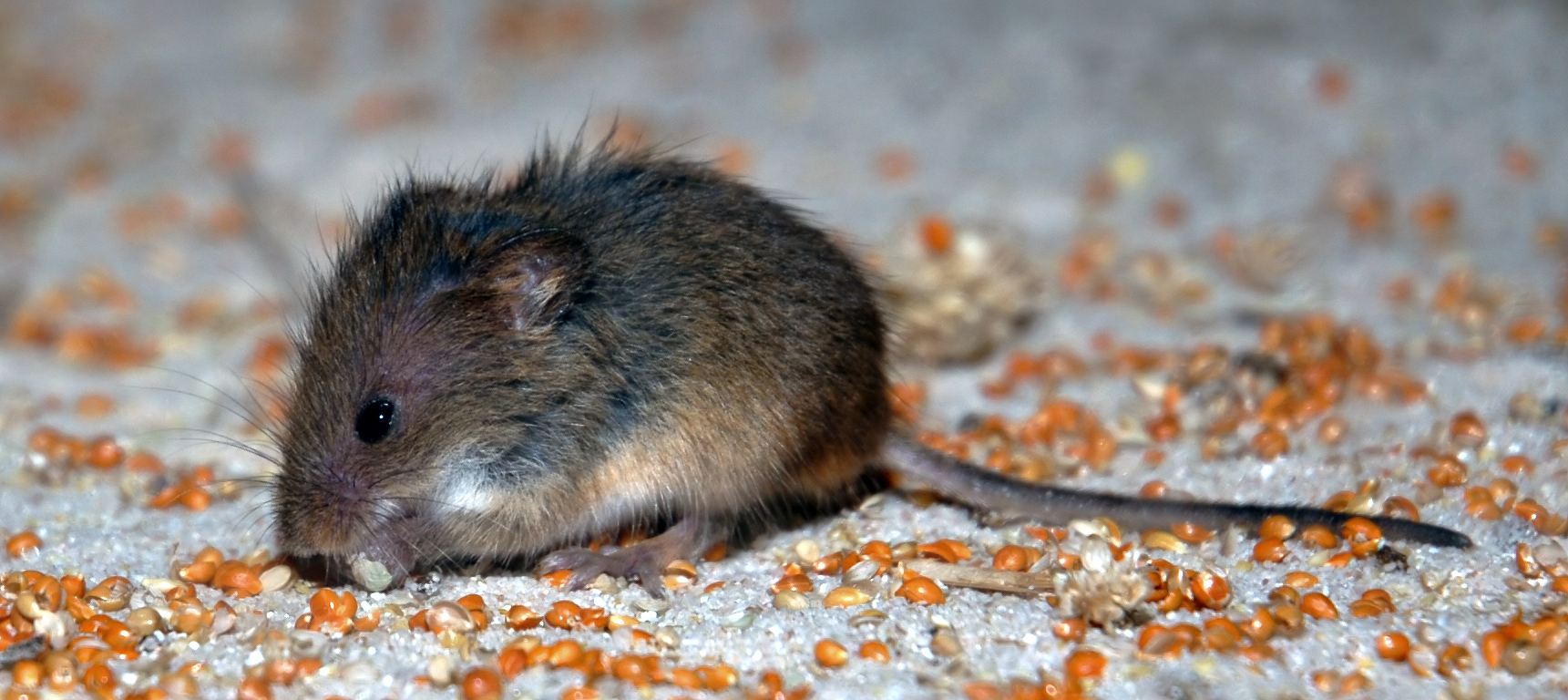
Souris naine (Micromys minutus)

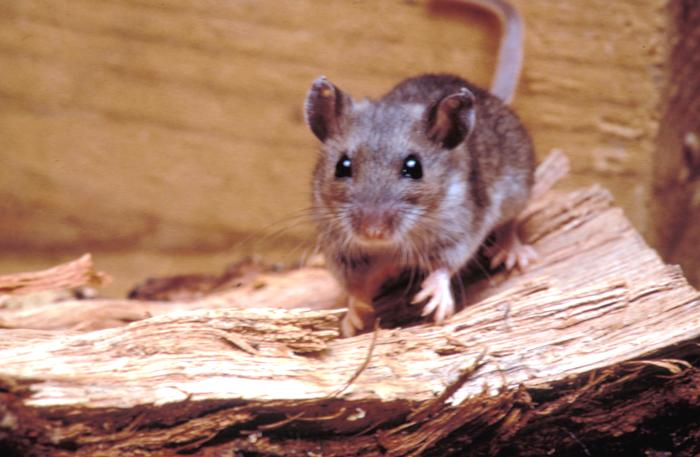
Souris sylvestre (Peromyscus maniculatus)

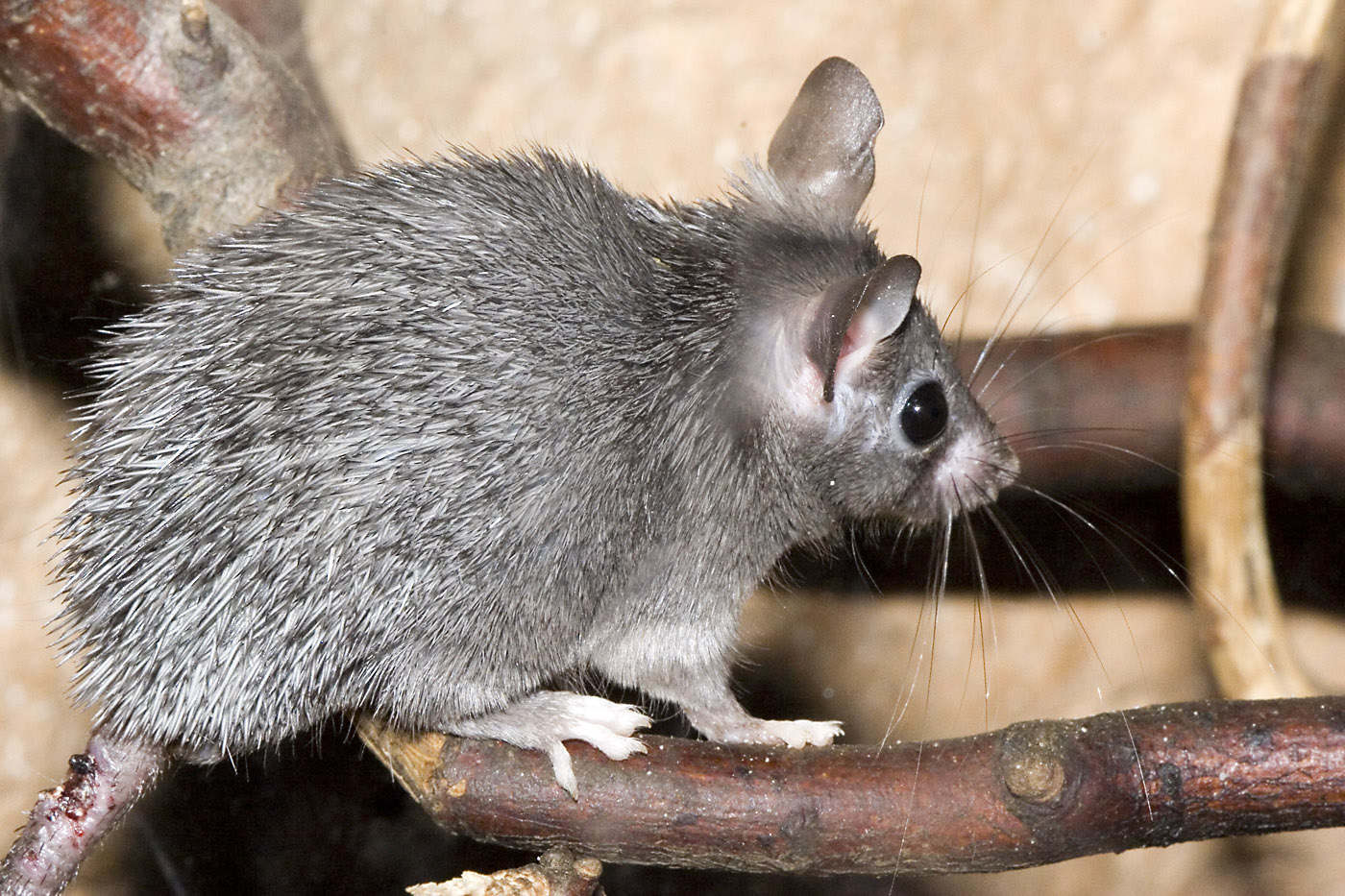
Souris épineuse (Acomys cahirinus)

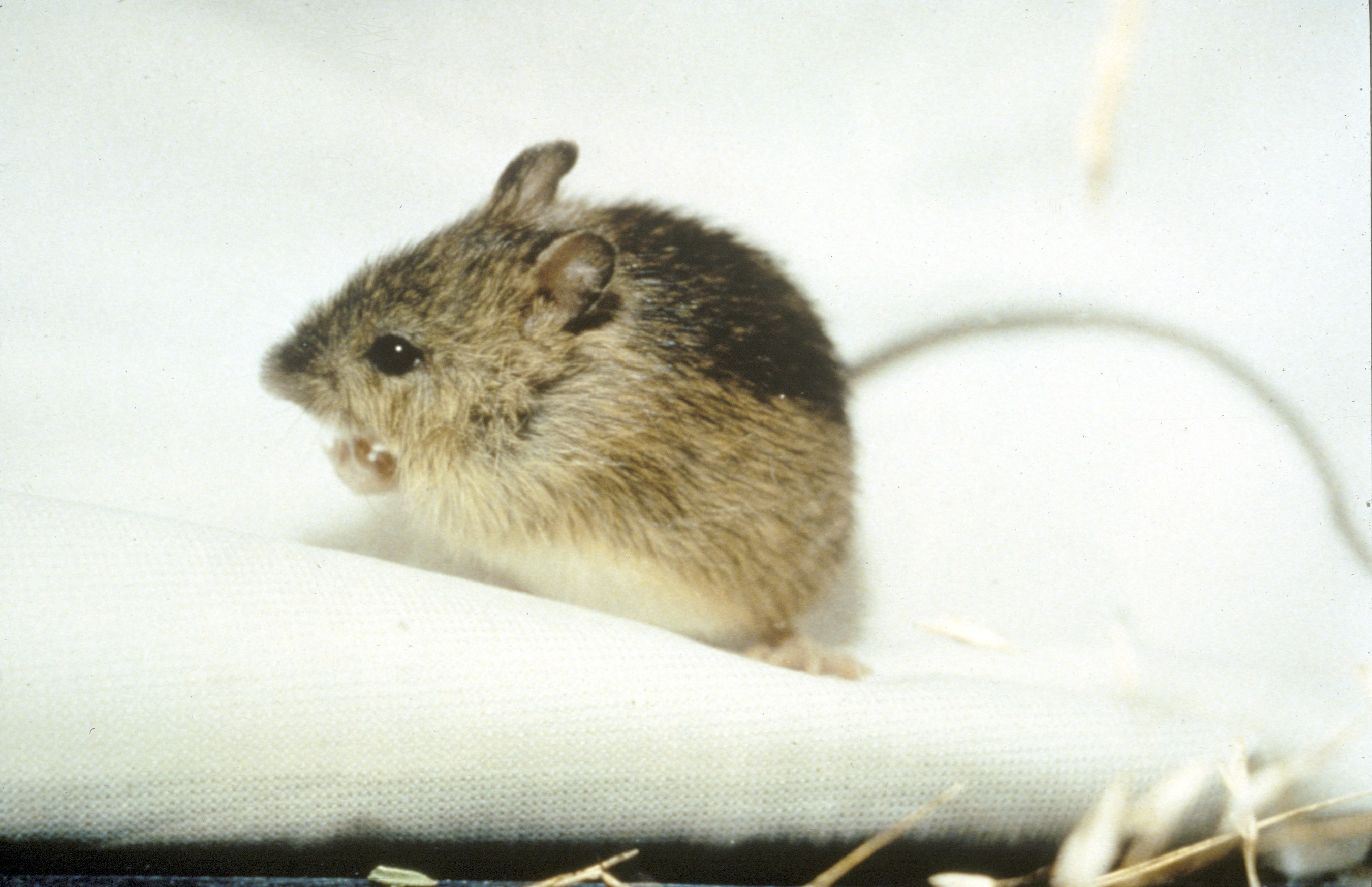
Souris sauteuse des champs (Zapus hudsonius)

Le tableau triable suivant présente une synthèse non exhaustive des noms vernaculaires attestés en français et des noms scientifiques correspondants. Il faut noter que certaines espèces ont plusieurs noms possibles. En gras est indiquée l'espèce la plus connue des francophones. Les classifications évoluant encore, certains noms scientifiques peuvent avoir un autre synonyme valide :
| Nom vernaculaire                       | Autre nom vernaculaire (et remarques)                          | Dénomination scientifique                                                      |
| -------------------------------------- | -------------------------------------------------------------- | ------------------------------------------------------------------------------ |
| Souris à abajoues flavescente          | voir Souris à abajoues des plaines                             |                                                                                |
| Souris à abajoues des pinèdes          |                                                                | Perognathus parvus,                                                            |
| Souris à abajoues des plaines          |                                                                | Perognathus fasciatus,                                                         |
| Souris d'Afrique                       |                                                                | Mus bufo                                                                       |
| Souris d'Afrique du Nord               | voir Souris à queue courte                                     |                                                                                |
| Souris agraire                         |                                                                | Apodemus agrarius                                                              |
| Souris d'Alice Springs                 |                                                                | Pseudomys fieldi                                                               |
| Souris d'Australie de Field            | voir Souris d'Alice Springs                                    |                                                                                |
| Souris blanche                         |                                                                | Mus musculus de laboratoire                                                    |
| Souris bleue-grise                     |                                                                | Pseudomys glaucus                                                              |
| Souris des bois                        |                                                                | Apodemus spp. et surtout Apodemus sylvaticus                                   |
| Souris des cactus                      |                                                                | Peromyscus eremicus                                                            |
| Souris de Californie                   |                                                                | Peromyscus californicus                                                        |
| Souris des cascades                    |                                                                | Peromyscus oreas                                                               |
| Souris des champs                      | voir Souris agraire                                            |                                                                                |
| Souris de chasse                       |                                                                | Peromyscus spp.                                                                |
| Souris aux cheveux plats               | voir Souris aux poils plats                                    |                                                                                |
| Souris commune                         | voir Souris domestique,                                        |                                                                                |
| Souris commune de Saint-Kilda          | voir Souris domestique de Saint-Kilda                          |                                                                                |
| Souris côtière des moissons            |                                                                | Reithrodontomys raviventris                                                    |
| Souris de coton                        |                                                                | Peromyscus gossypinus                                                          |
| Souris du désert                       | voir Souris de Selevin                                         |                                                                                |
| Souris à deux pieds                    | (Ancien nom du XIXe siècle) voir Gerboise                      |                                                                                |
| Souris domestique                      |                                                                | Mus musculus (espèce la plus connue, dont fait aussi partie la souris blanche) |
| Souris domestique d'Égypte             |                                                                | Mus musculus orientalis                                                        |
| Souris domestique de l'Europe de l'Est |                                                                | Mus musculus musculus                                                          |
| Souris domestique de Saint-Kilda       |                                                                | Mus musculus muralis                                                           |
| Souris des dunes                       | voir Souris de plage                                           |                                                                                |
| Souris d’eau                           | (Mammifère insectivore) voir Musaraignes aquatiques            |                                                                                |
| Souris d'eau éthiopienne               |                                                                | Nilopegamys plumbeus                                                           |
| Souris épineuse                        |                                                                | Acomys spp. et surtout Acomys cahirinus                                        |
| Souris épineuse à poches               |                                                                | Heteromyinae spp.                                                              |
| Souris fauve                           |                                                                | Notomys spp.                                                                   |
| Souris de Field                        | voir Souris d'Alice Springs                                    |                                                                                |
| Souris glaneuse                        |                                                                | Mus spicilegus                                                                 |
| Souris grise                           | voir Souris domestique,                                        |                                                                                |
| Souris à grosse queue                  | voir Gerbille à queue grasse                                   | Pachyuromys duprasi                                                            |
| Souris kangourou                       |                                                                |                                                                                |
| Souris de Keen                         |                                                                | Peromyscus keeni,                                                              |
| Souris à longue queue                  |                                                                | Vandeleuria oleracea                                                           |
| Souris de Macédoine                    |                                                                | Mus macedonicus                                                                |
| Souris moissonneuse de l'Ouest         | voir Souris des moissons occidentale                           |                                                                                |
| Souris des moissons                    | voir Souris naine ou Souris des moissons occidentale           |                                                                                |
| Souris des moissons d'Amérique         |                                                                | Reithrodontomys spp.                                                           |
| Souris des moissons occidentale        |                                                                | Reithrodontomys megalotis                                                      |
| Souris des moissons orientale          |                                                                | Reithrodontomys humulis                                                        |
| Souris montagnarde                     | (Ancien nom du XIXe siècle) voir Gerboise                      |                                                                                |
| Souris de montagne                     | voir Lemming ou bien Gerboise                                  |                                                                                |
| Souris de Moscovie                     | (Ancien nom du XIXe siècle, mammifère carnivore) voir Zibeline | Martes zibellina                                                               |
| Souris naine                           |                                                                | Micromys minutus                                                               |
| Souris naine d'Afrique                 |                                                                | Mus minutoides                                                                 |
| Souris occidentale des moissons        | voir Souris des moissons occidentale                           |                                                                                |
| Souris orientale                       |                                                                | Mus musculus bactrianus                                                        |
| Souris à pattes blanches               |                                                                | Peromyscus spp. et surtout Peromyscus leucopus,                                |
| Souris à pattes blanches de Pemberton  |                                                                | Peromyscus pembertoni                                                          |
| Souris de Pemberton                    | voir Souris à pattes blanches de Pemberton                     |                                                                                |
| Souris De Pilliga                      | (Pilliga Mousa, identifiée en 1980)                            | Pseudomys pilligaensis                                                         |
| Souris de plage                        |                                                                | Peromyscus polionotus                                                          |
| Souris aux poils plats                 |                                                                | Mus platythrix                                                                 |
| Souris à poche                         |                                                                | Perognathinae spp.                                                             |
| Souris à poche soyeuse                 |                                                                | Perognathus flavus                                                             |
| Souris pygmée africaine                | voir Souris naine d'Afrique                                    |                                                                                |
| Souris à queue courte                  |                                                                | Mus spretus                                                                    |
| Souris à queue en massue               | voir Gerbille à queue grasse                                   | Pachyuromys duprasi                                                            |
| Souris à queue fragile                 |                                                                | Mus fragilicauda                                                               |
| Souris rayée                           | voir Souris agraire                                            |                                                                                |
| Souris rousse                          | voir Souris agraire                                            |                                                                                |
| Souris sauterelle                      | voir Souris à sauterelles                                      |                                                                                |
| Souris à sauterelles                   | (Mammifère insectivore)                                        | Onychomys leucogaster,                                                         |
| Souris à sauterelles boréale           | voir Souris à sauterelles                                      |                                                                                |
| Souris sauteuse                        |                                                                |                                                                                |
| Souris sauvage                         |                                                                | Mus spretus                                                                    |
| Souris sauvage d'Afganistan            | voir Souris orientale                                          |                                                                                |
| Souris de Sumatra                      |                                                                | Mus crociduroides                                                              |
| Souris sylvestre                       |                                                                | Apodemus sylvaticus (en Eurasie) ou Peromyscus maniculatus (en Amérique),      |
| Souris de terre                        |                                                                | Apodemus sylvaticus (et autres petits mulots)                                  |
| Souris des sables                      | voir Souris de plage                                           |                                                                                |
| Souris de Saint-Kilda                  | voir Souris domestique de Saint-Kilda                          |                                                                                |
| Souris de Selevin                      |                                                                | Selevinia betpakdalaensis                                                      |
| Souris de Sitka                        |                                                                | Peromyscus sitkensis                                                           |
| Souris du soir                         |                                                                | Peromyscus maniculatus,                                                        |
| Souris-taupe                           |                                                                | Spalax spp.                                                                    |
| Souris à tête plate                    | voir Souris aux poils plats                                    |                                                                                |
| Souris vulgaire de Saint-Kilda         | voir Souris domestique de Saint-Kilda                          |                                                                                |

Et aussi :
| Nom vernaculaire        | Dénomination scientifique       |
| ----------------------- | ------------------------------- |
| Fausse souris           | Pseudomys spp.                  |
| Grosse souris           | Steatomys spp.                  |
| Souris de Madagascar    | Nesomyinae                      |
| Souris marsupiale       | Sminthopsis spp.                |
| Souris du Nouveau Monde | Sigmodontinae                   |
| Souris-opossum          | Marmosa spp. et Burramys parvus |

Le genre Akodon, regroupe un certain nombre d'espèces de « souris » d'Amérique du Sud parfois appelées souris champêtres que les anglo-saxons nomment souvent : grass mice (souris d'herbe) ou South American field mice (souris des champs).

### Confusions possibles
- La « souris de terre » ou souris de Hollande (lathyrus tuberosus) est une plante comestible qui ne doit pas être confondue avec l'espèce Apodemus sylvaticus appelée aussi souris de terre[21].
- La « souris de mer », nom donné à divers animaux marins, ne doit pas être confondue avec la souris d’eau qui est en fait une musaraigne aquatique.

### Spécificités canadiennes
Au Canada, on appelle communément « souris » treize espèces de rongeurs présents sur le territoire canadien et appartenant au sous-ordre des Myomorphes.
Les deux plus petites espèces sont la souris des moissons occidentale et la souris à abajoues flavescente (maximum 13 cm avec la queue). La plus grande espèce est la souris sauteuse de l'Ouest qui peut atteindre 25 cm avec sa queue. À la différence de la majorité des souris qui se nourrissent de graines, la souris à sauterelles se nourrit d'insectes.
La souris commune a été introduite dans le Nouveau Monde par les premiers colons.

### Spécificités gabonaises
Source : Petits mammifères terrestres (Soricidés et Muridés) du Complexe d’Aires Protégées de Gamba, Gabon : composition taxinomique et comparaison de méthodes d’échantillonnage.
Carrie O’Brien, William McShea, Sylvain Guimondou, Patrick Barriere et Michael Carleton.
Remarque : certaines de ces « souris » peuvent avoir d'autres noms vernaculaires dans d'autres régions d'Afrique.
| Nom vernaculaire       | Dénomination scientifique |
| ---------------------- | ------------------------- |
| Souris aeta            | Hylomyscus aeta           |
| Souris des buissons    | Hylomyscus parvus         |
| Souris à bande dorsale | Hybomys univittatus       |
| Souris de De Balsac    | Heimyscus fumosus         |
| Souris à fléchettes    | Stochomys longicaudatus   |
| Souris à grands pieds  | Malacomys longipes        |
| Souris luisante        | Grammomys poensis         |
| Souris à manteau roux  | Deomys ferrugineus        |
| Souris naine d'Afrique | Mus musculoides           |
| Souris stella          | Hylomyscus stella         |
| Souris de Tullberg     | Praomys tullbergi         |
| Souris à ventre roux   | Lophuromys nudicaudus     |

## Utilisation par l'homme
La souris est utilisée par l'homme comme animal de laboratoire, animal de compagnie ou comme nourriture pour d'autres animaux de compagnie et dans les zoos. Il s'agit dans ce cas le plus souvent de la Souris domestique (Mus musculus) et de sa variété d'élevage, la « souris blanche ».
En Égypte ancienne, la graisse de souris était utilisée en médecine et le rongeur lui-même pouvait être ingéré dans le cadre d'un rituel magique, par l'enfant et éventuellement sa mère ou nourrice, afin de le guérir d'une affection de la bouche. La finalité de ce rituel s'est perdue au cours du temps et l'ingestion de la souris a été interprétée par Dioscoride comme un médicament destiné à empêcher le nourrisson de trop baver. Les réminiscences de cette pratique se rencontraient au début du XXe siècle en Angleterre et au pays de Galles.
Les souris ont certainement été utilisées par l'homme comme source de protéines depuis la nuit des temps. Au XXIe siècle l'habitude de consommer des souris subsiste encore chez certaines peuplades. Par exemple chez les peuples des provinces rurales de l'est de la Zambie. Pour eux, les souris sont un plat recherché et elles sont traditionnellement chassées par les enfants. Capturer les souris leur permet à la fois de limiter les dégâts qu'elles causent aux récoltes et d'obtenir une viande bon marché dans une région où l'élevage est rare et la viande chère à cause des ravages causés par la mouche tsé-tsé. Les Tumbuka consomment 14 sortes de « souris » après les avoir vidées, bouillies, salées puis séchées. Elles sont réservées aux invités, aux ancêtres ou aux fêtes familiales. Cependant la colonisation par les Européens et les influences modernes tendent à ravaler progressivement cette nourriture au rang de plat méprisé.

## Aspects culturels
Les souris, au sens large, et plus particulièrement la souris grise de maisons (Mus musculus), jouent un grand rôle dans l’imaginaire populaire ou enfantin et dans le domaine culturel : croyances, proverbes et citations, poèmes et chansons, livres de toutes natures, bandes dessinées, films, dessins animés en très grand nombre mais aussi dans les arts plastiques.
La souris est parfois source de musophobie (phobie des souris et des rats), probablement en raison du souvenir historique du rôle néfaste des Murinae propagateurs des maladies épidémiques.